# جون كينسلا
جون كينسلا (بالإنجليزية: John Kinsella)‏ هو شاعر أسترالي، ولد في 1963.

## وصلات خارجية
- جون كينسلا على موقع ميوزك برينز (الإنجليزية)